# Liste des présidents du FC Barcelone
Le président du FC Barcelone dirige ce club omnisports situé à Barcelone en Catalogne (Espagne).

## Désignation du président

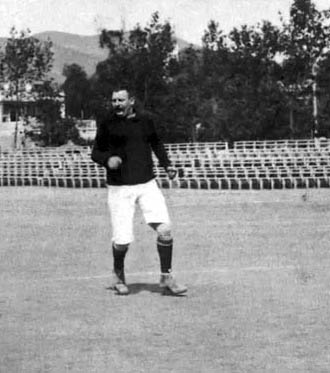
Hans Gamper, fondateur et un des premiers joueurs du FC Barcelone.

Le FC Barcelone a eu 40 présidents au cours de son histoire. Le club a aussi été dirigé par un comité d'employés qui géra le club pendant la Guerre d'Espagne. Il y a également eu six autres commissions de gestion. Le fondateur du club, le Suisse Hans Gamper, ne fut pas le premier président. L'honneur revint à son compatriote Walter Wild qui était le plus âgé des onze participants à l'assemblée fondatrice. Cependant, Gamper fut par la suite président à cinq reprises. Le président qui est resté le plus longtemps en poste est José Luis Núñez entre 1978 et 2000 (22 ans).
La plupart des présidents du club (36 sur 40) sont de nationalité espagnole. Au cours des premières années, le club a trois présidents suisses (Walter Wild, Paul Haas et Hans Gamper) et un allemand (Otto Gmelin). Arthur Witty, quatrième président du club, était d'origine anglaise mais il est né et a vécu toute sa vie à Barcelone.
Ce sont les socios en français : « adhérents » qui élisent le président. Lors des premières années du club, jusqu'à la Guerre d'Espagne en 1936, le président est choisi par l'assemblée de socios, en général par consensus, sans besoin de processus électoral.
Après la guerre et pendant les premières années de la dictature franquiste, entre 1939 et 1953, le président est désigné par les autorités du régime.
En 1953 a lieu la première élection de l'histoire du club (tous les socios masculins purent voter) qui voit la victoire de Francesc Miró-Sans. Mais dès 1958 et pendant deux décennies, l'élection est réservée aux socios compromisarios, c'est-à-dire, un groupe limité de socios qui représentent l'ensemble.
Depuis 1978, le président et le reste du comité directeur est élu au suffrage universel direct à travers une élection présidentielle qui a lieu tous les quatre ans. Tous les socios de plus de 18 ans ayant au moins une année d'ancienneté ont le droit de vote. En 2001, l'Assemblée générale décide de limiter la présidence à deux mandats consécutifs de quatre ans. En 2009, le mandat présidentiel passe de quatre à six ans afin de respecter le décret 215/2008 de la Generalitat de Catalogne.
En cas de démission, la direction peut élire un nouveau président pour finir le mandat ou démissionner pour laisser la place à un comité de gestion chargé de la convocation de nouvelles élections.

## Historique
Le premier président de l'histoire du club est Walter Wild, le doyen du groupe de fondateurs, élu le 29 novembre 1899. La plus longue présidence est celle de Josep Lluís Núñez (22 ans), premier président élu par les socios en 1978, tandis que la courte présidence est celle de Vicenç Reig en 1908, qui démissionne après 22 jours devant les difficultés financières et sportives du club.
Élu en 2010, Sandro Rosell est le trente-neuvième président du FC Barcelone. Après sa démission, il est remplacé par Josep Maria Bartomeu.

## Comité directeur
Selon les statuts du club, le comité directeur doit être formé au minimum par quatorze membres et au maximum par vingt-et-un. Tous les postes, y compris la présidence, sont honoraires et sans rétribution économique. En cas de départ du président en cours de mandat, les statuts établissent qu'il doit être remplacé par le premier vice-président.
Selon la loi espagnole du sport, tous les dirigeants doivent présenter des garanties économiques d'un montant correspondant à 15 % du budget annuel du club. Ce principe qui vise à garantir la bonne gestion des clubs est critiqué par une bonne partie des socios qui y voient une contradiction avec les statuts du club qui affirment que n'importe quel socio a le droit de se présenter à la présidence.
Les principaux membres du comité directeur en date du 7 mars 2021 sont les suivants :
| Président                                                                                  | Joan Laporta |
| 1er vice-président, responsable de l'aire sociale                                          | Rafael Yuste |
| 2e vice-président, responsable des relations internationales et de l'aire institutionnelle | -            |
| 3e vice-président, responsable de l'aire sportive                                          | -            |
| 4e vice-président, responsable de l'aire du marketing et de la communication               | -            |
| 5e vice-présidente, responsable de l'aire économique                                       | -            |
| Trésorier                                                                                  | -            |
| Secrétaire                                                                                 | -            |
| Coordinateur du projet Espai Barça                                                         | -            |

## Chronologie des présidents
Voici la liste officielle des présidents du FC Barcelone, depuis Walter Wild en 1899 à Joan Laporta depuis 2021.
| Nº. | Président                       | Pays                | Début du mandat                                                   | Fin du mandat                                                     | Notes |
| --- | ------------------------------- | ------------------- | ----------------------------------------------------------------- | ----------------------------------------------------------------- | --- |
| 1   | Walter Wild                     | Suisse              | 29-11-1899                                                        | 25-04-1901                                                        | Trois mandats consécutifs (réélu le 13-12-1899 et le 27-12-1900). Il démissionne avant la fin de son 3e mandat. |
| 2   | Bartomeu Terradas               | Espagne             | 25-04-1901                                                        | 05-09-1902                                                        | - |
| 3   | Paul Haas                       | Suisse              | 05-09-1902                                                        | 17-09-1903                                                        | - |
| 4   | Arthur Witty Cotton             | Espagne Royaume-Uni | 17-09-1903                                                        | 06-10-1905                                                        | - |
| 5   | Josep Soler                     | Espagne             | 06-10-1905                                                        | 01-10-1906                                                        | - |
| 6   | Julio Marial                    | Espagne             | 01-10-1906                                                        | 11-11-1908                                                        | Deux mandats consécutifs (réélu le 06-11-1907). |
| 7   | Vicenç Reig                     | Espagne             | 11-11-1908                                                        | 02-12-1908                                                        | Il démissionne après 22 jours. Président le plus bref. |
| 8   | Hans Gamper                     | Suisse              | 02-12-1908                                                        | 14-10-1909                                                        | - |
| 9   | Otto Gmelin                     | Allemagne           | 14-10-1909                                                        | 17-11-1910                                                        | 1 Coupe d'Espagne |
| -   | Hans Gamper                     | Suisse              | 17-11-1910                                                        | 30-06-1913                                                        | Président pour la 2e fois. 2 Coupes d'Espagne |
| 10  | Francesc de Moxó                | Espagne             | 30-06-1913                                                        | 30-06-1914                                                        | - |
| 11  | Álvaro Presta                   | Espagne             | 30-06-1914                                                        | 29-09-1914                                                        | - |
| 12  | Joaquim Peris de Vargas         | Espagne             | 29-09-1914                                                        | 29-06-1915                                                        | Président intérimaire |
| 13  | Rafael Llopart                  | Espagne             | 29-06-1915                                                        | 25-06-1916                                                        | - |
| 14  | Gaspar Rosés                    | Espagne             | 25-06-1916                                                        | 17-06-1917                                                        | - |
| -   | Hans Gamper                     | Suisse              | 17-06-1917                                                        | 19-06-1919                                                        | Président pour la 3e fois. |
| 15  | Ricard Graells                  | Espagne             | 19-06-1919                                                        | 27-06-1920                                                        | 1 Coupe d'Espagne |
| -   | Gaspar Rosés                    | Espagne             | 27-06-1920                                                        | 17-07-1921                                                        | Président pour la 2e fois. |
| -   | Hans Gamper                     | Suisse              | 17-07-1921                                                        | 29-06-1923                                                        | Président pour la 4e fois. Inauguration du Stade des Corts. 1 Coupe d'Espagne |
| 16  | Enric Cardona Panella           | Espagne             | 29-06-1923                                                        | 01-06-1924                                                        | - |
| -   | Hans Gamper                     | Suisse              | 01-06-1924                                                        | 16-06-1925                                                        | Président pour la 5e et dernière fois. 25e anniversaire du club. 1 Coupe d'Espagne |
| 17  | Joan Coma                       | Espagne             | 16-06-1925                                                        | 17-12-1925                                                        | Présidente intérimaire. Il prend la présidence deux jours après le match en hommage à l'Orfeó Català durant lequel les supporters du Barça sifflent l'hymne espagnol ce qui coûte la présidence à Gamper. |
| 18  | Arcadi Balaguer                 | Espagne             | 17-12-1925                                                        | 26-03-1929                                                        | 2 Coupes d'Espagne |
| 19  | Tomàs Rosés                     | Espagne             | 26-03-1929                                                        | 30-06-1930                                                        | 1 Championnat d'Espagne |
| -   | Gaspar Rosés                    | Espagne             | 30-06-1930                                                        | 22-10-1931                                                        | Présidente pour la 3e et dernière fois. |
| 20  | Antonio Oliver                  | Espagne             | 22-10-1931                                                        | 20-12-1931                                                        | - |
| -   | Joan Coma                       | Espagne             | 20-12-1931                                                        | 16-07-1934                                                        | Président pour la 2e et dernière fois. |
| 21  | Esteve Sala                     | Espagne             | 16-07-1934                                                        | 27-07-1935                                                        | - |
| 22  | Josep Sunyol                    | Espagne             | 27-07-1935                                                        | 15-08-1936                                                        | Fusillé par les troupes franquistes le 6 août 1936, quelques jours après le début de la Guerre d'Espagne. Entre le 16-11-1937 et le 17-1-1939 le comité directeur du club décide le considérer comme président "absent". |
| -   | Comité d'employés               | Espagne             | 15-08-1936                                                        | 29-11-1937                                                        | Comité intégré par Rossend Calvet, Josep Farré et Josep Pujol. Se joignent ensuite Manuel Torres, Pere Brassó, Joan Sebastián, Manuel Bassols, Jaume Roig, Eusebi Carbonell, Josep Olivé, Mariano Pellejero, Josep Cubells, Pere Ballarín, Ángel Mur, Ángel Sánchez, Francesc Xavier Casals, Agustí Bo et Paulí Carbonell |
| 23  | Francesc Xavier Casals          | Espagne             | 29-11-1937                                                        | 22-04-1939                                                        | Président. |
| -   | Joan Soler Julià                | Espagne             | 06-05-1939                                                        | 13-03-1940                                                        | Commission de gestion imposée par le régime franquiste. |
| 24  | Enrique Piñeyro Queralt         | Espagne             | 13-03-1940                                                        | 10-07-1942                                                        | Marquis de la Mesa de Asta. Imposé par le régime franquiste. |
| 25  | José Vidal-Ribas                | Espagne             | 10-07-1942                                                        | 13-08-1942                                                        | Président intérimaire |
| -   | Enrique Piñeyro Queralt         | Espagne             | 13-08-1942                                                        | 20-08-1943                                                        | Président pour la 2e et dernière fois. 1 Coupe d'Espagne |
| 26  | José Antonio de Albert          | Espagne             | 20-08-1943                                                        | 20-09-1943                                                        | |
| 27  | Josep Vendrell                  | Espagne             | 20-09-1943                                                        | 20-09-1946                                                        | Colonel de l'armée espagnole, imposé par le régime franquiste. 1 Championnat d'Espagne, 1 Coupe Eva Duarte |
| 28  | Agustí Montal Galobart          | Espagne             | 20-09-1946                                                        | 16-07-1952                                                        | Président des cinquante ans du club. Il amène la stabilité au club. 3 Championnats d'Espagne, 2 Coupes d'Espagne, 2 Coupes Eva Duarte |
| 29  | Enric Martí Carreto             | Espagne             | 16-07-1952                                                        | 21-09-1953                                                        | C'est sous son mandat que se produit l'affaire Di Stéfano. 1 Championnat d'Espagne, 1 Coupe d'Espagne, 1 Coupe Eva Duarte |
| -   | Francisco Giménez-Salinas Filvá | Espagne             | 21-09-1953                                                        | 05-10-1953                                                        | Après la démission en bloc d'Enric Martí et de son comité, le club passe entre les mains d'une commission de gestion présidée par le président de la Fédération catalane de football. |
| -   | Commission de gestion           | Espagne             | 05-10-1953                                                        | 22-12-1953                                                        | Le 5 octobre, la nouvelle commission de gestion composée de dix anciens présidents du club se met en place. Son but est de gérer le club jusqu'à la désignation d'un nouveau président. Après la réunion entre Vidal-Ribas et Bernabéu, le 23 octobre, Barcelone renonce à tous ses droits sur Di Stéfano. |
| 30  | Francesc Miró-Sans              | Espagne             | 22-12-1953                                                        | 28-02-1961                                                        | Premier président élu. Le Camp Nou se construit sous son mandat. 2 Championnats d'Espagne, 2 Coupes d'Espagne, 2 Coupes des villes de foires |
| -   | Antoni Julià de Capmany         | Espagne             | 01-03-1961                                                        | 07-06-1961                                                        | Président de la Commission de gestion. Face au manque de liquidité après la construction du Camp Nou, la commission est obligée de transférer Luis Suárez à l'Inter de Milan pour 25 millions de pesetas. |
| 31  | Enric Llaudet                   | Espagne             | 07-06-1961                                                        | 17-01-1968                                                        | Instauration du Trophée Joan Gamper et requalification des terrains de l'ancien Stade des Corts. 1 Coupe d'Espagne,1 Coupe des villes de foires |
| 32  | Narcís de Carreras              | Espagne             | 17-01-1968                                                        | 18-12-1969                                                        | Il est à la tête d'une candidature d'unité. On lui attribue la phrase "El Barça és més que un club" ("Le Barça est plus qu'un club"). 1 Coupe d'Espagne |
| 33  | Agustí Montal Costa             | Espagne             | 18-12-1969                                                        | 18-12-1977                                                        | Fils de Montal Galobart. Il est le président du 75e anniversaire du club et il recrute Johan Cruyff. 1 Championnat d'Espagne, 1 Coupe d'Espagne |
| 34  | Raimon Carrasco                 | Espagne             | 18-12-1977                                                        | 30-06-1978                                                        | Président intérimaire. 1 Coupe d'Espagne |
| 35  | Josep Lluís Núñez               | Espagne             | 01-07-1978 17-08-1981 02-05-1985 01-04-1989 31-01-1993 27-07-1997 | 27-07-1981 11-04-1985 08-02-1989 17-01-1993 05-07-1997 23-07-2000 | Núñez est le président qui est resté le plus longtemps en poste (22 ans). Dans la seconde moitié de son mandat, il recrute Johan Cruyff pour le poste d'entraîneur. Peu après, le Barça remporte sa première Ligue des champions (1992). En 1999, le club célèbre son centenaire. 7 Championnats d'Espagne, 6 Coupes d'Espagne, 2 Coupes de la Ligue, 5 Supercoupes d'Espagne, 1 Coupe d'Europe des clubs champions, 4 Coupes des coupes, 2 Supercoupes de l'UEFA |
| -   | Nicolau Casaus                  | Espagne             | 27-07-1981 11-04-1985 08-02-1989 17-01-1993 05-07-1997            | 17-08-1981 02-05-1985 01-04-1989 31-01-1993 27-07-1997            | Président intérimaire pendant les périodes électorales. |
| 36  | Joan Gaspart                    | Espagne             | 23-07-2000                                                        | 12-02-2003                                                        | Vice-président durant la présidence de Núñez, son mandat débute par le départ de Luís Figo au Real Madrid. De mauvais résultats sportifs et un mauvais recrutement l'obligent à démissionner deux ans et demi après. |
| 37  | Enric Reyna                     | Espagne             | 12-02-2003                                                        | 06-05-2003                                                        | Président intérimaire |
| -   | Joan Trayter                    | Espagne             | 06-05-2003                                                        | 15-06-2003                                                        | Président de la Commission de gestion instaurée pendant le processus électoral. |
| 38  | Joan Laporta                    | Espagne             | 15-06-2003                                                        | 26-07-2006                                                        | Il expulse les groupes violent du Camp Nou et le club retrouve le chemin du succès. Il recrute Ronaldinho et sous son mandat se produit le début de Lionel Messi. |
| -   | Xavier Sala Martín              | Espagne             | 26-07-2006                                                        | 22-08-2006                                                        | Président de la Commission de gestion durant le processus électoral |
| -   | Joan Laporta                    | Espagne             | 22-08-2006                                                        | 30-06-2010                                                        | Deuxième mandat consécutif. Durant cette étape, l'équipe remporte un sextuplé inédit dans l'histoire du football. 4 Championnats d'Espagne, 1 Coupe d'Espagne, 3 Supercoupes d'Espagne, 2 Ligues des champions, 1 Supercoupe de l'UEFA, 1 Coupe du monde des clubs de la FIFA |
| 39  | Sandro Rosell                   | Espagne             | 01-07-2010                                                        | 23-01-2014                                                        | Il démissionne le 23 janvier 2014 après avoir été mis en examen pour fraude fiscale lors du transfert de Neymar. 2 Championnats d'Espagne, 1 Coupe d'Espagne, 3 Supercoupes d'Espagne, 1 Ligue des champions, 1 Supercoupe de l'UEFA, 1 Coupe du monde des clubs de la FIFA |
| 40  | Josep Maria Bartomeu            | Espagne             | 23-01-2014                                                        | 09-06-2015                                                        | Président intérimaire à la suite de la démission de Rosell. Durant sa présidence le club obtient son deuxième triplé Ligue des champions-Coupe-Championnat d'Espagne. Le projet Espai Barça est mis en place. 1 Championnat d'Espagne, 1 Coupe d'Espagne, 1 Ligue des champions |
| -   | Ramon Adell                     | Espagne             | 09-06-2015                                                        | 20-07-2015                                                        | Président de la Commission de gestion durant le processus électoral. |
| -   | Josep Maria Bartomeu            | Espagne             | 20-07-2015                                                        | 27-10-2020                                                        | Président du club jusqu’à sa démission en 2020 sur son mandat le club obtient 1 Supercoupe d’Europe, 3 La Liga, 3 Coupe du Roi, 2 Supercoupe d’Espagne et 1 Supercoupe catalogne |
| -   | Carles Tusquets                 | Espagne             | 28-10-2020                                                        | 17-03-2021                                                        | Président intérimaire |
| 41  | Joan Laporta                    | Espagne             | 17-03-2021                                                        | en fonction                                                       | Laporta revient après avoir présidé le club entre 2003 et 2010. |

## Élections présidentielles
La première élection à la présidence du FC Barcelone a lieu en 1953. En 1981, 1985 et 1993 il n'y eut pas d'élection car José Luis Núñez était le seul candidat. En 2006, Joan Laporta est également élu sans opposition.

### Première élection
L'élection a lieu le 14 novembre 1953 au suffrage direct.
| Candidat           | Voix  | %      |
| ------------------ | ----- | ------ |
| Francesc Miró-Sans | 8 771 | 50,8 % |
| Amat Casajuana     | 8 470 | 49,1 % |

### Deuxième élection
Cette élection a lieu le 7 janvier 1958 au suffrage indirect.
| Candidat           | Voix | %      |
| ------------------ | ---- | ------ |
| Francesc Miró-Sans | 158  | 74,1 % |
| Amat Casajuana     | 55   | 25,8 % |

### Troisième élection
Cette élection a lieu le 7 juin 1961 au suffrage indirect.
| Candidat      | Voix | %      |
| ------------- | ---- | ------ |
| Enric Llaudet | 122  | 55,4 % |
| Jaume Fuset   | 98   | 44,5 % |

### Quatrième élection
élection célébrée le 15 mai 1965 au suffrage indirect.
| Candidat             | Voix | %      |
| -------------------- | ---- | ------ |
| Enric Llaudet        | 164  | 82,4 % |
| Josep Maria Vendrell | 35   | 17,5 % |

### Cinquième élection
Élection célébrée le 18 décembre 1969 au suffrage indirect.
| Candidat      | Voix | %      |
| ------------- | ---- | ------ |
| Agustí Montal | 126  | 52,9 % |
| Pere Baret    | 112  | 47,1 % |

### Sixième élection
Cette élection se tient le 18 décembre 1973 au suffrage indirect.
| Candidat          | Voix | %      |
| ----------------- | ---- | ------ |
| Agustí Montal     | 902  | 72,6 % |
| Lluís Casacuberta | 340  | 27,3 % |

### Septième élection
Elle a lieu le 6 mai 1978 au suffrage universel direct. Le taux de participation atteint 48,6 %.
| Candidat        | Voix   | %      |
| --------------- | ------ | ------ |
| José Luis Núñez | 10 352 | 39,7 % |
| Ferran Ariño    | 9 527  | 36,6 % |
| Nicolau Casaus  | 6 202  | 23,8 % |

### Huitième élection
Elle a lieu le 1er avril 1989 au suffrage universel direct. Le taux de participation est de 46,9 %.
| Candidat        | Voix   | %      |
| --------------- | ------ | ------ |
| José Luis Núñez | 25 441 | 59,1 % |
| Sixte Cambra    | 17 609 | 40,9 % |

### Neuvième élection
Elle se tient le 27 juillet 1997 au suffrage universel direct.
| Candidat        | Voix   | %      |
| --------------- | ------ | ------ |
| José Luis Núñez | 24 025 | 76,3 % |
| Ángel Fernández | 5 209  | 17,5 % |

### Dixième élection
Elle a lieu le 23 juillet 2000 à la suite de la démission de José Luis Núñez. Taux de participation de 49,34 %.
| Candidat     | Voix   | %       |
| ------------ | ------ | ------- |
| Joan Gaspart | 25 181 | 54,87 % |
| Lluís Bassat | 19 791 | 43,13 % |

### Onzième élection
Elle a lieu le 15 juin 2003 au suffrage universel direct. Il y a six candidats, ce qui est un record. 50 745 socios sur 94 339 allèrent voter, taux de participation de 53,79 %. C'est Joan Laporta qui l'emporte
| Candidat              | Voix   | %       |
| --------------------- | ------ | ------- |
| Joan Laporta          | 27 138 | 52,57 % |
| Lluís Bassat          | 16 412 | 31,80 % |
| Jordi Majó            | 2 490  | 4,82 %  |
| Josep Martínez-Rovira | 2 388  | 4,63 %  |
| Josep Maria Minguella | 1 867  | 4,63 %  |
| Jaume Llauradó        | 987    | 4,63 %  |
| Nul / blanc           | 336    | 0 %     |

### Douzième élection
Elle a lieu le 13 juin 2010 au suffrage universel. Joan Laporta ne peut se représenter car il a atteint la limite de huit années à la présidence. Jaume Ferrer est le candidat appuyé par Laporta. Il y a quatre candidats. Le taux de participation est de 48,11 % (57 088 socios sur 118 665 ont voté). Sandro Rosell l'emporte très largement.
| Candidat        | Voix   | %       |
| --------------- | ------ | ------- |
| Sandro Rosell   | 35 021 | 61,35 % |
| Agustí Benedito | 8 044  | 14,09 % |
| Marc Ingla      | 7 014  | 12,29 % |
| Jaume Ferrer    | 6 168  | 10,80 % |
| Blanc           | 722    | 1,26 %  |
| Nul             | 119    | 0,21 %  |

### Treizième élection
Elle a lieu le 18 juillet 2015. Il y a quatre candidats. Josep Maria Bartomeu et Joan Laporta sont les favoris. C'est Bartomeu qui l'emporte. 47 270 socios des 109 637 ayant le droit de vote se sont rendus aux urnes (taux de participation de 43,12 %).
| Candidat             | Voix   | %       |
| -------------------- | ------ | ------- |
| Josep Maria Bartomeu | 25 823 | 54,63 % |
| Joan Laporta         | 15 615 | 33,03 % |
| Agustí Benedito      | 3 386  | 7,16 %  |
| Toni Freixa          | 1 750  | 3,70 %  |
| Blanc                | 506    | 1,07 %  |
| Nul                  | 190    | 0,40 %  |

### Quatorzième élection
Elle a eu lieu le 7 mars 2021.
Joan Laporta est élu nouveau président du FC Barcelone. Il avait déjà présidé le club de 2003 à 2010.
| Candidat      | Voix   | %       |
| ------------- | ------ | ------- |
| Joan Laporta  | 30 184 | 54,28 % |
| Victor Font   | 16 679 | 29,99 % |
| Antoni Freixa | 4 769  | 8,58 %  |
| Blanc         | 351    | 0,63 %  |
| Nul           | 3 628  | 6,52 %  |